# 大丰常州高新区管委会
大丰常州高新区管委会，是中华人民共和国江苏省盐城市大丰区下辖的一个类似乡级单位。

## 行政区划
大丰常州高新区管委会下辖以下地区：
大丰常州高新区虚拟社区。